# Кувелерова материца
Кувелерова материца (позната и као утероплацентарна апоплексија) ретко је, али не и по живот опасно стање у којем превремено одлубљивање постељице (абрупција плаценте) од зида материце изазива крварење које продире у миометријум материце и разлива се у перитонеалну шупљину. Ово стање чини материцу веома напетом и крутом.

## Патофизиологија
Кувелерова материца је феномен који настаје као последица продора ретроплацентарне крви кроз дебљину мишићног зида материце у перитонеалну шупљину. Ово се може десити након одлубљивање постељице. Крварење које доспе у децидуа базалис  доводи до њеног цепања, а тако настаом хематом може остати унутар децидуе или може екстравазирати у мишићни зид материце (миометријум). Мишићни зид материце постаје ослабљен и може пукнути због повећања унутарматеричног притиска повезаног са контракцијама материце. Ово може довести до по живот опасног акушерског стања које захтева хитан порођај фетуса.

## Клиничка слика
Клиничку слику карактерише бол који је последица контракција материце, тетаније материце или локализоване осетљивости материце. Знаци такође могу бити последица превременог одлубљивања постељице укључујући хипертонус материце, фетални дистрес, феталну смрт и ретко хиповолемијски шок (шок који је последица тешког губитка крви). Материца може попримити плавичасто/пурпурни, ишаран изглед због екстравазације крви у мишиће материце.

## Терапија
У склопу терапије Кувелерову материцу треба евакуисати и стимулисати контракције применом интравенозног окситоцина. У неким случајевима може бити потребна хистеректомија (уклањање материце).

## Превенција
Појава Кувелерове материце може се спречити превенцијом превременог одлубљивања постељице. 
Ово укључује правилну контролу и превенцију:
- хипертензивниог стања у трудноћи;
- лечење болести мајке као што је дијабетес мелитус и друге болести колагена које компликују трудноћу;
- превенција трауме током трудноће;
- избегавање пушење или конзумирање алкохола током трудноће.

## Прогноза
Кувелерова материца може угрозити фетус ако постоји продужени порођај због неконтрактилне материце, а тешко крварење може изазвати хиповолемијски шок код мајке.